# لیلی و مجنون (فیلم ۱۳۱۶)
لیلی و مجنون نام فیلمی به کارگردانی عبدالحسین سپنتا محصول سال ۱۳۱۶ است.

## خلاصه داستان
ماجرای معروف لیلی و مجنون که در آن مجنون نه آنگونه که در اذهان مردم به صورت یک دیوانه لاابالی شناخته شده، بلکه به صورت مظهر عشق و حقیقت نمایانده شده است.

## بازیگران
- عبدالحسین سپنتا
- فخرالزمان جبار وزیری
- محمد حسین کرمانشاهی
- عابد شیرازی